# Neurotrofina-4
La neurotrofina-4 (NT-4) è un fattore neurotrofico o "neurotrofina", dunque una delle proteine che promuovono la sopravvivenza e rigenerazione dei neuroni. La neurotrofina-4, se di origine animale, viene chiamata neurotrofina-5 (NT-5); tuttavia, viene indicata anche come neurotrofina-4/5 (NT-4/5) se non serve operare la distinzione.
I fattori neurotrofici, in base agli studi sugli animali, hanno la capacità di attraversare la barriera emato-encefalica, cioè l'insieme di anticorpi che fanno da guardia al cervello.

## Presentazione
La neurotrofina-3 e la neurotrofina-4/5 sono state scoperte dopo l'NGF e il BDNF. Le NT promuovono la sopravvivenza dei neuroni sensoriali nel ganglio basale dorsale dei ratti e promuovono la proliferazione dei neuroni sensoriali (Memberg e Hall, 1995). Promuovono anche la sopravvivenza dei neuroni motori del pollo (Becker et al., 1998). Le NT si legano al recettore p75 in modo blando; di contro, sia il NGF, BDNF e le TN si legano con più forza al recettore tirosina chinasi (tyrosine kinase). La NT-3 si lega preferibilmente al recettore TrkC, ma può anche attivare i recettori TrkA e TrkB. La NT-4/5 si lega preferibilmente al recettore TrkB (Berkemeier et al., 1991; Klein et al., 1992; Reichardt, 2006).
Nei topi knockout con il gene che esprime la NT-4/5 soppresso, si osserva una riduzione dei neuroni sensoriali e della memoria a lungo termine (Liu et al. 1995; Smith et al. 2003; Xie et al. 2000).
Le mutazioni della NT-3 portano a una riduzione del numero dei neuroni sensoriali muscolari (Tessarollo et al., 1994) e meno plessi neuronali mioenterici e sottomucosi nel sistema nervoso enterico (Chalazonitis, 2004).
La NT-4/5 è meno studiata rispetto alla NT-3. Insieme al BDNF, permette di sviluppare i neuroni sensoriali gustativi (Huang e Krimm, 2014) e, in sinergia con il GDNF, promuove la sopravvivenza dei neuroni nel cervello di ratto allo stadio embrionale, in base alle osservazioni in vitro (Meyer et al., 2001).
La sovraespressione della NT-4/5 nei porcellini d'India protegge le cellule ciliate della coclea dai danni della kanamicina, un antibiotico che ha effetti neurotossici (e dunque ototossici) sui porcellini d'India, e migliora le funzioni uditive (Zheng et al., 2013). La NT-4/5 inoltre aumenta la differenziazione di cellule staminali neurali inibendo la fosforilazione STAT3 (Shen et al., 2010). Sia la NT-4/5 che il BDNF sono reperiti in gran quantità nel sangue del cordone ombelicale e potrebbero avere un ruolo nella proliferazione delle cellule ematopoietiche (Fan et al., 2005).